# One Thing
"One Thing" là một bài hát của nhóm nhạc nam người Anh-Ireland One Direction. Bài hát được phát hành  vào ngày 6 tháng 1 năm 2012 tại các nước châu Âu dưới dạng đĩa đơn (single) thứ hai trích từ album đầu tay của nhóm, Up All Night (2011) và ngày 12 tháng 2 năm 2012 tại Anh dưới dạng đĩa đơn thứ ba. Đây cũng là đĩa đơn thứ hai của nhóm ở Mỹ sau khi được gửi tới các đài phát radio ở quốc gia này vào ngày 22 tháng 5 năm 2012. Được sáng tác bởi Rami Yacoub, Savan Kotecha và Carl Falk trong khi được sản xuất bởi hai người đầu, "One Thing" là một bản uptempo mang thể loại pop rock.
"One Thing" nhận được chủ yếu các đánh giá tích cực từ các nhà phê bình nhạc, họ khen đoạn điệp khúc của bài hát hay cùng với nền ghita đệm. Về mặt thương mại, bài hát cực kỳ thành công tại châu Âu và châu Đại Dương khi lọt vào tốp 10 của Anh cùng Úc, Hungary, Ireland và Scotland; trong khi tại Mỹ bài hát chỉ đạt vị trí thứ 39 trên Billboard Hot 100.
Video âm nhạc cho "One Thing" được đạo diễn bởi Declan Whitebloom và được ra mắt ngày 13 tháng 1 năm 2012, mô tả nhóm nhạc biểu diễn trong và xung quanh khu ngoại ô của thủ đô Luân Đôn cùng với nhiều nhóm fan hâm mộ. Bài hát đã được nhóm biểu diễn nhiều nơi, trong đó có tour lưu diễn năm 2011-12 Up All Night Tour và các chương trình Today của Mỹ và Dancing on Ice của Anh.

## Thực hiện và sáng tác
"One Thing" được sáng tác bởi Rami Yacoub, Savan Kotecha cùng với Carl Falk trong khi được sản xuất bởi hai người đầu. Bài hát ra mắt trước công chúng lần đầu trên BBC Radio 1 ngày 21 tháng 11 năm 2011. Ngoài ra One Direction cũng thông báo sẽ phát hành "One Thing" được phát hành dưới dạng đĩa đơn (single) thứ ba trích từ album đầu tay của nhóm, Up All Night (2011) vào ngày 22 tháng 11 năm 2011. Hai thành viên Horan và Payne thì nói rằng "One Thing" là ca khúc mà họ yêu thích nhất từ album. Hãng đĩa của nhóm, Syco nói rằng "One Thing là ca khúc nhạc pop đang chuẩn bị bùng nổ với giai điệu hấp dẫn mà bạn sẽ không thể quên." Sau đó vào tháng 1 năm 2012 "One Thing" được phát hành trên các đài radio rộng khắp châu Âu. Ngày 25 tháng 12, mặt B của ca khúc được thông báo là "I Should Have Kissed You."
Theo tờ nhạc của "One Thing", ca khúc được sáng tác trên hợp âm Rê trưởng với nhịp đập trung bình là 128 nhịp một phút. Các nhạc cụ có trong bài hát gồm piano và ghita cùng với giọng ca của năm anh chàng One Direction. Bài hát có sự ảnh hưởng của thể loại nhạc rock.

## Đánh giá của chuyên môn
"One Thing" nhận được các đánh giá tích cực từ phía phê bình nhạc, họ ca ngợi đoạn điệp khúc hay và phần đệm ghita. Zachary Houle của trang mạng Pop Matter cho rằng bài hát có phần chịu ảnh hưởng từ ca khúc "I Want It That Way" của nhóm nhạc nam Backstreet Boys năm 1998. Brian Mansfield từ tờ báo USA Today cũng có những quan điểm trên, nói rằng "các fan một thời của những nhóm nhạc xưa cũ từ thập niên 1990 có thể nghe thấy những giai điệu của 'I Want It That Way' của Backstreet Boys trong 'One Thing'." Lewis Corner của Digital Spy đánh giá bài hát với số điểm 4/5 sao, khen ngợi phần đệm ghita của "One Thing" cùng giai điệu cuốn hút và nói "bài hát là một hit." Newsround đánh giá bài hát với số điểm 4,5/5 sao và khen ngợi phần giai điệu hay và cuốn hút. Tạp chí âm nhạc Billboard thì nói rằng "bài hát có thể được phát trên radio hàng tháng."

## Diễn biến thương mại

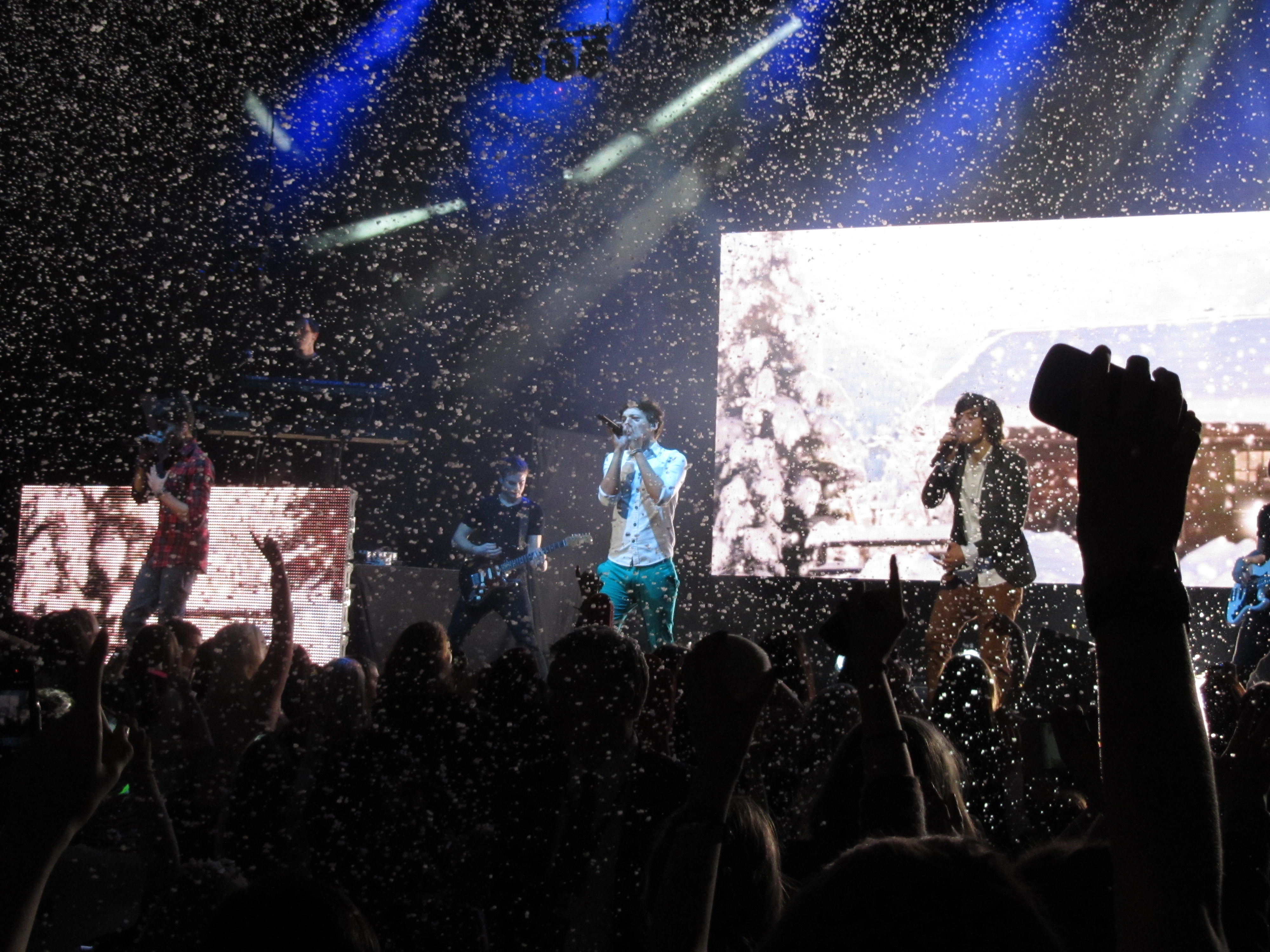
One Direction trình diễn "One Thing" tại Glasgow, Scotland.

"One Thing" ra mắt trên bảng xếp hạng Irish Singles Chart của Ireland tại vị trí #15 ngày 19 tháng 1 năm 2012. Sau nhiều tuần lên hạng, bài hát đạt vị trí cao nhất là #6 tại đây vào ngày 16 tháng 2 năm 2012. Đĩa đơn ra mắt tại vị trí #48 trên bảng xếp hạng Ultratop 50 của Bỉ và đạt vị trí cao nhất là #38 vào ngày 28 tháng 1 năm 2012. "One Thing" ra mắt tại vị trí #28 trên bảng xếp hạng UK Singles Chart của Anh ngày 22 tháng 1 năm 2012 và đạt vị trí cao nhất là #9, trở thành đĩa đơn thứ ba của One Direction lọt vào tốp 10 tại Anh. Mặt B của "One Thing", "I Should Have Kissed You" cũng có mặt trên UK Singles Chart ở vị trí #55. "One Thing" đạt vị trí cao nhất là #8 trên Scottish Singles Chart. "One Thing" đạt thành tích là ca khúc bán chạy thứ hai tại Anh cho tới tháng 8 năm 2012, với 154.000 bản tiêu thụ. Bài hát ra mắt ở vị trí #34 tại New Zealand Singles Chart ngày 23 tháng 1 năm 2012 sau đó lần lượt nhảy hạng từ #28 lên #16. "One Thing" được cấp chứng nhận đĩa vàng bởi RIANZ do tiêu thụ được 7.500 bản sao đĩa đơn. Mặt B của ca khúc, "I Should Have Kissed You" cũng lọt vào bảng xếp hạng với vị trí #27 vào ngày 20 tháng 2 năm 2012.
Trên bảng xếp hạng ARIA Charts của Úc, "One Thing" ra mắt ở vị trí #32 vào ngày 12 tháng 2 năm 2012. Sau 10 tuần trong bảng xếp hạng, "One Thing" đạt vị trí cao nhất là #3 tại đây. Với "One Thing" ở vị trí #3 và "What Makes You Beautiful" ở vị trí #10 trên ARIA, điều này giúp One Direction trở thành nghệ sĩ thứ hai có hai đĩa đơn tốp 10 bảng xếp hạng trong năm 2012. Đĩa đơn này được cấp chứng nhận 4 lần đĩa bạch kim bởi Hiệp hội Công nghiệp ghi âm Úc với doanh số là 280.000 bản sao đĩa đơn. "One Thing" ra mắt tại vị trí #90 trên bảng xếp hạng Billboard Hot 100 vào ngày 21 tháng 3 năm 2012 sau khi album Up All Night được phát hành tại đây. Sau đó "One Thing" xếp ở vị trí #62 với 330.000 bản tải kỹ thuật số. Sau khi được gửi tới đài radio tại Mỹ ngày 22 tháng 5 năm 2012, "One Thing" tiếp tục xếp hạng ở vị trí #39 vào ngày 20 tháng 6 năm 2012. Vào ngày 21 tháng 9 năm 2012, "One Thing" được cấp chứng nhận đĩa bạch kim bởi Hiệp hội Công nghiệp ghi âm Mỹ do tiêu thụ được hơn 1.000.000 bản sao đĩa đơn. Tính đến ngày 20 tháng 1 năm 2013, "One Thing" đã tiêu thụ được 1.305.000 bản sao đĩa đơn tại Mỹ.

## Danh sách ca khúc và định dạng
- Bản đĩa CD[32]

1. "One Thing" – 3:19
2. "I Should Have Kissed You" – 3:34

- Bản tải nhạc số[33]

1. "One Thing" – 3:19
2. "I Should Have Kissed You" – 3:34
3. "One Thing" (phiên bản acoustic) – 3:04
4. "One Thing" (phiên bản acoustic kèm video âm nhạc) – 3:08

- Bản đĩa CD ở Úc[34]

1. "One Thing" – 3:19
2. "One Thing" (phiên bản acoustic) – 3:04
3. "I Should Have Kissed You" – 3:34

## Xếp hạng và chứng nhận
| Bảng xếp hạng (2012)              | Vị trí cao nhất |
| --------------------------------- | --------------- |
| Úc (ARIA)                         | 3               |
| Bỉ (Ultratop 50 Flanders)         | 37              |
| Bỉ (Ultratop 50 Wallonia)         | 47              |
| Brazil Billboard Brasil Hot 100   | 4               |
| Canada (Canadian Hot 100)         | 17              |
| Pháp (SNEP)                       | 91              |
| Hungary (Rádiós Top 40)           | 4               |
| Ireland (IRMA)                    | 6               |
| Hà Lan (Single Top 100)           | 72              |
| New Zealand (Recorded Music NZ)   | 16              |
| Scotland (OCC)                    | 8               |
| Slovakia (Rádio Top 100)          | 47              |
| South Korea International Singles | 52              |
| Anh Quốc (OCC)                    | 9               |
| Mỹ (Billboard Hot 100)            | 39              |
| Mỹ (Billboard Pop Songs)          | 15              |
| Mỹ (Billboard Adult Pop Songs)    | 34              |

| Quốc gia/Vùng lãnh thổ | Chứng nhận  | Doanh số  |
| ---------------------- | ----------- | --------- |
| Úc                     | 4× Bạch kim | 280.000   |
| Canada                 | Bạch kim    | 80.000    |
| New Zealand            | Vàng        | 7.500     |
| Mỹ                     | Bạch kim    | 1.305.000 |

| Bảng xếp hạng (2012) | Vị trí |
| -------------------- | ------ |
| Úc (ARIA)            | 22     |

## Lịch sử bảng xếp hạng
| Vùng          | Ngày                | Định dạng                     | Hãng đĩa         |
| ------------- | ------------------- | ----------------------------- | ---------------- |
| Áo            | 6 tháng 1 năm 2012  | Tải kỹ thuật số               | Syco Music       |
| Đan Mạch      | 6 tháng 1 năm 2012  | Tải kỹ thuật số               | Syco Music       |
| Estonia       | 6 tháng 1 năm 2012  | Tải kỹ thuật số               | Syco Music       |
| Pháp          | 6 tháng 1 năm 2012  | Tải kỹ thuật số               | Syco Music       |
| Đức           | 6 tháng 1 năm 2012  | Tải kỹ thuật số               | Syco Music       |
| Hy Lạp        | 6 tháng 1 năm 2012  | Tải kỹ thuật số               | Syco Music       |
| Hungary       | 6 tháng 1 năm 2012  | Tải kỹ thuật số               | Syco Music       |
| Ý             | 6 tháng 1 năm 2012  | Tải kỹ thuật số               | Syco Music       |
| Latvia        | 6 tháng 1 năm 2012  | Tải kỹ thuật số               | Syco Music       |
| New Zealand   | 6 tháng 1 năm 2012  | Tải kỹ thuật số               | Syco Music       |
| Ba Lan        | 6 tháng 1 năm 2012  | Tải kỹ thuật số               | Syco Music       |
| Bồ Đào Nha    | 6 tháng 1 năm 2012  | Tải kỹ thuật số               | Syco Music       |
| Tây Ban Nha   | 6 tháng 1 năm 2012  | Tải kỹ thuật số               | Syco Music       |
| Thụy Sĩ       | 6 tháng 1 năm 2012  | Tải kỹ thuật số               | Syco Music       |
| Liên hiệp Anh | 13 tháng 2 năm 2012 | Đĩa đơn CD                    | Syco Music       |
| Mỹ            | 22 tháng 5 năm 2012 | Phát trên đài radio đương đại | Columbia Records |